# Haas
Haas는 루마니아 최초의 인공위성 발사체이다. Conrad Haas의 이름을 땄다. 무게 23톤의 3단 로켓이며 400 kg 무게의 인공위성을 LEO에 올릴 수 있다.